# Isa ibn Musa
ʿĪsā ibn Mūsā ibn Muḥammad ibn ʿAlī ibn ʿAbd Allāh ibn al-ʿAbbās (en árabe: عيسى بن موسى بن محمد بن علي بن عبد الله بن العباس‎) (circa 721-783/784) fue sobrino de los dos primeros califas abasíes, As-Saffah (r. 750-754) y Al-Mansur (r. 754-775), y durante mucho tiempo heredero del califato, hasta que fue sustituido por el hijo de Al-Mansur, Al-Mahdi (r. 775-785).

## Vida
Isa ibn Musa nació en el año 103 de la Hégira (721/722). En el verano de 750, inmediatamente después del final de la Revolución abasí, Isa fue nombrado por su tío As-Saffah gobernador de Kufa, primera sede del gobierno abasí. Ocupó el cargo durante quince años, según Hugh N. Kennedy, el segundo mandato más largo del periodo abasí tras el de Dawud ibn Yazid ibn Hatim al-Muhalabí a principios del siglo IX.
En 754, As-Saffah estaba a punto de morir, y como su heredero designado, Abu Ya'far (Al-Mansur), se encontraba en ese momento en peregrinación en La Meca, el califa nombró a Isa, que entonces tenía unos 34 años, segundo heredero, por si le ocurría algo a Al-Mansur. Esta medida era necesaria para evitar que Abu Muslim, el poderoso y popular general que había iniciado la revolución abasí en Jorasán, ascendiera a la posición de monarca. Isa ya había demostrado su capacidad como gobernador, y su proximidad a la capital, Al-Anbar, era crucial para una rápida sucesión. Cuando finalmente murió As-Saffah, Isa proclamó califa a Al-Mansur Abu Ya'far y envió jinetes para notificarle su ascenso. Según las fuentes recogidas por al-Tabari, Isa colocó guardias ante las tesorerías y oficinas gubernamentales de la capital, hasta que el nuevo califa llegara allí. También envió al chambelán de As-Saffah, Abu Ghassan, para informar a Abdalá ibn Alí en el País de Sham de la muerte de As-Saffah y recibir de él el juramento de lealtad (bay'a).
Tras el fracaso de la rebelión de Abdallah ibn Alí en su intento de hacerse con el califato, Isa intervino para conceder el perdón a Abd al-Samad ibn Alí, el único de los hermanos de Abdalá  que había apoyado su revuelta. Isa mantenía relaciones cordiales con Abu Muslim, y no se enteró del complot de Al-Mansur para matar al peligroso y poderoso comandante hasta después de consumado el hecho. Bajo el mandato de Al-Mansur, permaneció como gobernador de Kufa, participó activamente en la planificación de la nueva capital abasí, Bagdad, y construyó la fortaleza de Ujaidir.
En 762-763, dirigió el ejército y reprimió la revuelta de los alides bajo el mando de los hermanos Muhammad al-Nafs al-Zakiyya e Ibrahim ibn Abdallah. La elección de Medina por parte de Muhammad para  su revuelta fue un potente símbolo pero un error estratégico, como se dio cuenta inmediatamente Al-Mansur. El califa envió a Isa con 4000 hombres contra Muhammad. El ejército abasí aisló fácilmente la ciudad del apoyo exterior y arrolló rápidamente a los partidarios de Muhammad, quienfue asesinado, e Isa envió su cabeza al califa Al-Mansur. El hermano de Muhammad , Ibrahim, que había elegido Basora como base, tuvo más éxito, pero no consiguió sincronizar su revuelta allí con el levantamiento de Medina. Como resultado, Isa pudo sofocar a Muhammad en Medina y luego llevar sus fuerzas contra los rebeldes de Basora, que se enfrentaron en la batalla de Bakhamra. Allí, los alides se impusieron al principio, pero la perseverancia de Isa dio la victoria a los abasíes.
No obstante, en 764/765 Isa fue presionado para que cediera su puesto en la sucesión al hijo de Al-Mansur, Al-Mahdi. Finalmente, en 776, Al-Mahdi, ya califa, le obligó a renunciar por completo a su puesto en la sucesión en favor del hijo de Al-Mahdi, Al-Hadi (r. 785-786). Murió en 783/784.